# Howea
Howea és un gènere de palmeres. Conté només dues espècies: H. belmoreana i H. forsteriana, ambdues endèmiques de Lord Howe Island, Austràlia. H. forsteriana en particular, és una planta d'interior comuna. També es cultiven a Norfolk Island.
H. forsteriana és comuna en el bosc de terra baixa de Lord Howe Island, preferint sòls sorrencs. H. belmoreana ocorre en individus aïllats amb H. forsteriana, però esdevé més abundant a més altitud fins a 450 metres. Hi ha híbrids naturals entre les dues espècies però són rars perquè H. forsteriana floreix set setmanes abans que no pas H. belmoreana.